# Sam Underwood
Sam Lewis Underwood (Woking, 4 de agosto de 1987), é um ator britânico que interpretou os gêmeos Luke e Mark Gray no filme de ação dramático da Fox, The Following, Jake Otto na série da AMC Fear the Walking Dead e Adam Carrington na série da The CW, Dynasty.

## Biografia
Underwood nasceu em Woking, Surrey e frequentou a Winston Churchill School. Ele treinou no Karen Clarke Theatre Group (agora Summerscales Performing Arts), foi ensinado pelo treinador vocal Phil Wisdom e frequentou o Songtime Theatre Arts.
Mudou-se para os Estados Unidos em outubro de 2006, onde estudou na American Musical and Dramatic Academy em Nova Iorque. Ele se formou em fevereiro de 2008.
Ele foi cofundador do Fundamental Theatre Project em Nova Iorque com Nicola Murphy em abril de 2010.

## Carreira
Ao aparecer como Marchbanks em Candida, de George Bernard Shaw, no Irish Repertory Theatre, em Nova Iorque, em abril de 2010, Underwood foi convidado para fazer o papel de Alan Strang em uma produção de Equus no John Drew Theatre no Guild Hall de East Hampton, co-estrelando ao lado de Alec Baldwin.
Em 2013, Underwood foi escalado para a oitava temporada da série de televisão Dexter no papel recorrente de Zach Hamilton, o "protégé" de Dexter Morgan. Posteriormente, ele se juntou à terceira temporada de Homeland como Leo Carras.
A partir de fevereiro de 2014, Underwood assumiu os papéis duplos dos gêmeos Mark e Luke Gray na segunda temporada do mistério do assassinato da Fox, The Following. Mas após a morte de Luke, ele foi deixado no papel de Mark - que tinha identidades divididas - em sua terceira e última temporada.
Em 2017, Underwood se juntou ao elenco da série de suspense da AMC, Fear the Walking Dead, em sua terceira temporada como Jake Otto, o filho enigmático do líder do rancho.
Em 2019, Underwood foi escalado como Adam Carrington na série de televisão da The CW, Dynasty, um reboot da série de 1980 de mesmo nome.

## Vida pessoal
Underwood se casou com a atriz Valorie Curry em julho de 2016.

## Filmografia

### Televisão
| Ano(s)    | Título                | Papel(is)        | Descrição                                                                                    |
| --------- | --------------------- | ---------------- | -------------------------------------------------------------------------------------------- |
| 2013      | Zero Hour             | Martin Krupp     | 1ª temporada                                                                                 |
| 2013      | Dexter                | Zach Hamilton    | 8ª temporada                                                                                 |
| 2013      | Homeland              | Leo Carras       | 3ª temporada                                                                                 |
| 2014–2015 | The Following         | Luke e Mark Gray | Elenco principal (2–3ª temporada)                                                            |
| 2017      | Fear the Walking Dead | Jake Otto        | Elenco principal (3ª temporada); 12 episódios                                                |
| 2019–2022 | Dynasty               | Adam Carrington  | Ator convidado (Episódio: "Parisian Legend Has It...") Série regular (2ª temporada–presente) |

### Filmes
| Ano  | Título           | Papel        | Descrição                |
| ---- | ---------------- | ------------ | ------------------------ |
| 2013 | The Last Keepers | Oliver Sands | Longa-metragem (estreia) |
| 2017 | Hello Again      | Leocadia     |                          |

## Teatro
| Ano(s) | Título                   | Papel          | Diretor(es)   | Local                                           |
| ------ | ------------------------ | -------------- | ------------- | ----------------------------------------------- |
| 2010   | Candida                  | Marchbanks     | Tony Walton   | Irish Repertory Theatre                         |
| 2010   | Equus                    | Alan Strang    | Tony Walton   | John Drew Theater na Guild Hall de East Hampton |
| 2010   | Veritas                  | Joseph Lumbard | Ryan J. Davis | HERE Arts Center                                |
| 2011   | Hamlet                   | Hamlet         |               | theSpace on the Mile, Festival de Edimburgo     |
| 2012   | O Retrato de Dorian Gray | Dorian Gray    | Quin Gordon   | The Pershing Square Signature Center            |